# Aeschynanthus celebica
Aeschynanthus celebica är en tvåhjärtbladig växtart som beskrevs av Sijfert Hendrik Koorders. Aeschynanthus celebica ingår i släktet Aeschynanthus och familjen Gesneriaceae. Inga underarter finns listade i Catalogue of Life.